# 경산 김씨
경산 김씨(慶山金氏)는 삼척 김씨(三陟金氏)에서 분적한 한국의 성씨이다.

## 역사
시조 김인궤(金仁軌)는 경순왕의 8남(八男) 삼척군(三陟君) 김추(金錘)의 후손이라 한다. 그는 고려 충렬왕 때 전법총랑(典法摠郞) 호군전객령(護軍典客令)을 역임하고 조현대부(朝顯大夫)에 올랐다. 안동부(安東府) 가야향(加也鄕) 사람으로 호군(護軍)의 벼슬에 올라 1284년(충렬왕 10) 홍건적 토벌에 공을 세워 그 향(鄕)을 춘양현(春陽縣)으로 승격시켰다. 1393년(태조2) 금자광록대부문하시중(金紫光祿大夫門下侍中)에 증직(贈職)되고, 왕으로부터 서대(犀帶)를 받았다. 아버지는 대장군 ‘김윤성’(金允成)이다.
중시조 김육화(金育和)는 고려 때 상장군(上將軍)을 지내고 경산군(慶山君)에 봉해졌다. 

## 본관
경산(慶山)이라는 지명은 경상북도 경산시(慶尙北道 慶山市)를 뜻한다.